# Угрешская улица
Угре́шская у́лица — улица в Юго-Восточном административном округе города Москвы на территории района Печатники от Южнопортовой улицы.

## Происхождение названия
Улица названа в 1955 году по близлежащей железнодорожной станции «Угрешская» Московской окружной железной дороги.

## Описание
Улица проходит между Южнопортовой улицей и 3-м Угрешским проездом и проходит ещё немного за него в виде небольшого проезда.

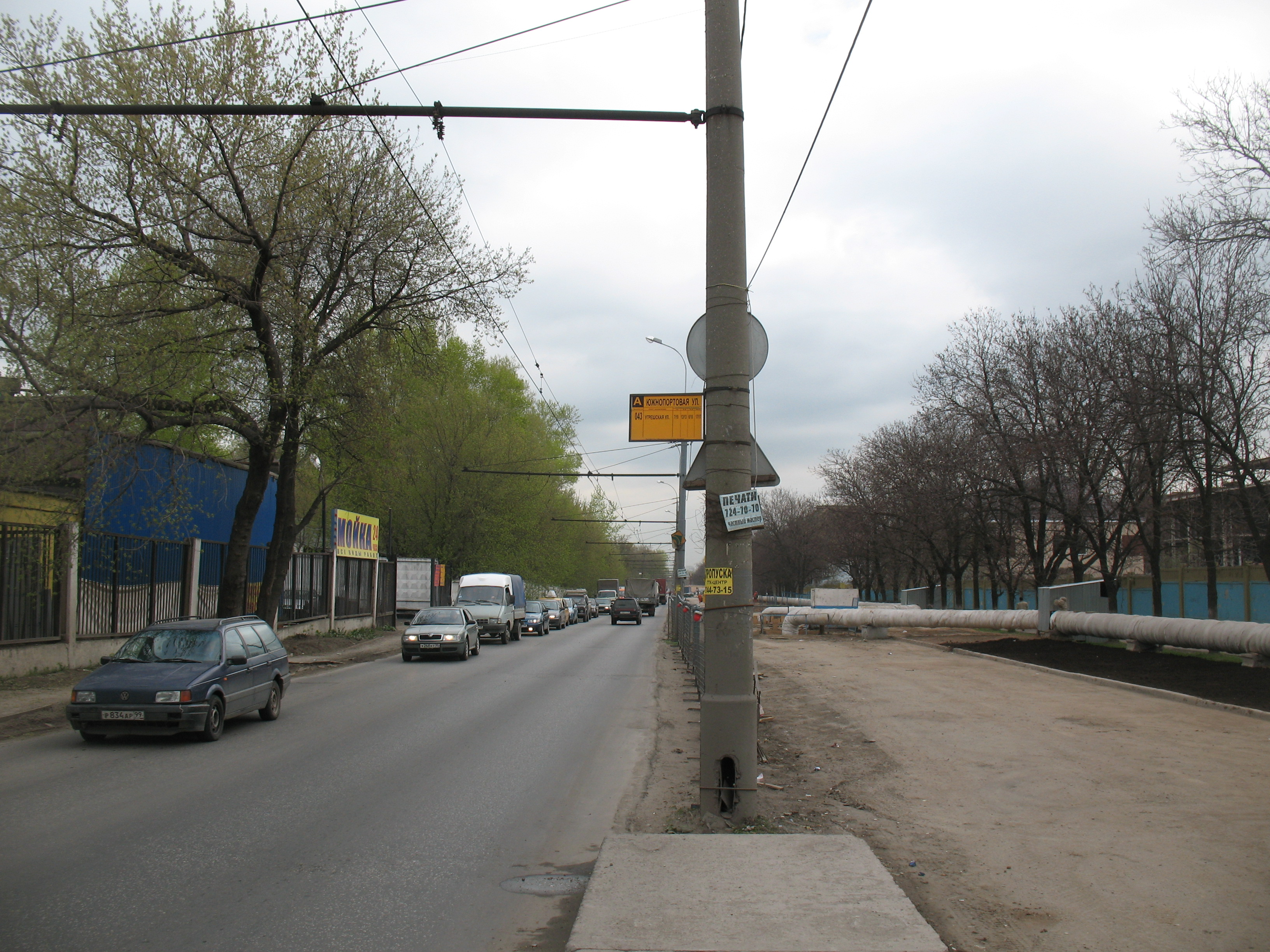
В 2007 году на улице перекладывали коммуникации, трамвайная линия не действовала, а движение машин было по трамвайной линии

## Транспорт
По улице проходят автобусные маршруты № с790, 736, также по улице проложена трамвайная линия, по которой проходит маршрут № 43. На улице находится конечная остановка и разворотное кольцо.
К северо-западу от улицы расположена станция метро  Дубровка.
У западного конца улицы расположена станция Московского центрального кольца  Дубровка. К юго-востоку от улицы расположена станция метро  Кожуховская.
К северо-востоку от улицы расположена станция Московского центрального кольца  Угрешская.

## Примечательные здания и сооружения
На улице расположены 194 строения:
- № 2 — бизнес-центр IQ-park;
- № 8 — сборный пункт гор. Москвы[5];
- № 14 — бизнес-центр «Угрешский»;
- № 29 — трамвайная конечная станция «Угрешская».